# Donna Leon
Donna Leon (ur. 28 września 1942) – amerykańska pisarka, autorka cyklu kryminałów z Guido Brunettim.

## Życiorys
Jej ojciec był Hiszpanem, a matka Irlandką. Studiowała literaturę, specjalizowała się w dziewiętnastowiecznej prozie (zwłaszcza twórczości Jane Austen). Po studiach pracowała jako copywriter. Do Włoch po raz pierwszy przyjechała w 1966, następnie pracowała jako wykładowca i nauczyciel w różnych krajach – Iranie, Arabii Saudyjskiej i Chinach. W Wenecji osiadła w 1981 i wykładała literaturę na pobliskiej filii Uniwersytetu Maryland. W 1998 porzuciła pracę na uczelni i od tego czasu zajmuje się wyłącznie pisaniem książek. Jest mecenasem i menedżerem barokowej orkiestry Il Complesso Barocco, wykonującej głównie opery Haendla. Zespół ten nagrał m.in. płytę La Maga Abbandonata: Donna Leon’s Favourite Handel z ariami i duetami z oper Amadigi, Alcina i Rinaldo.
Pierwszą powieść napisała w 1991. Wydana rok później Śmierć w La Fenice zapoczątkowała serię kryminałów o weneckim (akcja książek rozgrywa się w samym mieście lub w jego pobliżu) komisarzu policji Guido Brunettim. Liczący kilkanaście pozycji cykl został napisany w języku angielskim, a większość z nich wydano także w Polsce (nakładem Oficyny Literackiej Noir sur Blanc). Książki Donny Leon cieszą się dużą popularnością w Niemczech i Hiszpanii. Autorka nie zezwala natomiast na wydanie ich po włosku. Jej głównym wydawcą jest szwajcarskie przedsiębiorstwo Diogenes.
Kryminały Donny Leon zawierają dużo akcentów społecznych i politycznych. Autorka krytykuje m.in. włoską biurokrację i skorumpowaną klasę polityczną, środowisko wojskowych, Kościół, a także politykę zagraniczną USA.

## Powieści
| Tytuł oryginału                             | Rok  | Tytuł przekładu         | Rok  | Główne motywy |
| Death at La Fenice                          | 1992 | Śmierć w La Fenice      | 1998 | środowisko muzyków, pedofilia |
| Death in a Strange Country                  | 1993 | Śmierć na obczyźnie     | 1999 | wojsko, nielegalne składowanie toksycznych odpadów                                                                               |
| Dressed for Death (The Anonymous Venetian)  | 1994 | Strój na śmierć         | 1999 | transwestyci, nielegalny wynajem mieszkań                                                                                        |
| Death and Judgment (A Venetian Reckoning)   | 1995 | Śmierć i sąd            | 1999 | mafia, prostytucja, pornografia                                                                                                  |
| Acqua Alta (Death in High Water)            | 1996 | Acqua Alta              | 1999 | homoseksualizm, handel antykami                                                                                                  |
| The Death of Faith (Quietly in their sleep) | 1997 | Cicho, we śnie          | 2001 | organizacje kościelne, pedofilia                                                                                                 |
| A Noble Radiance                            | 1997 | Szlachetny blask        | 2002 | arystokracja, handel materiałami radioaktywnymi                                                                                  |
| Fatal Remedies                              | 1999 | Zgubne środki           | 2003 | prostytucja, pornografia, seksturystyka, pedofilia, handel przeterminowanymi lekami                                              |
| Friends in High Places                      | 2000 | Znajomi na stanowiskach | 2004 | rynek nieruchomości, narkotyki, lichwiarstwo                                                                                     |
| A Sea of Troubles                           | 2001 | Morze nieszczęść        | 2005 | społeczność rybacka, oszustwa podatkowe                                                                                          |
| Wilful Behaviour                            | 2002 | Perfidna gra            | 2006 | faszyzm, handel dziełami sztuki                                                                                                  |
| Uniform Justice                             | 2003 | Słowo oficera           | 2007 | wojsko, polityka |
| Doctored Evidence                           | 2004 | Fałszywy dowód          | 2008 | imigranci, szantaż |
| Blood from a Stone                          | 2005 | Krew z kamienia         | 2009 | nielegalni imigranci |
| Through a Glass Darkly                      | 2006 | Mętne szkło             | 2010 | ekologia |
| Suffer the Little Children                  | 2007 | Okropna sprawiedliwość  | 2010 | handel dziećmi |
| The Girl of His Dreams                      | 2008 | Dziewczyna z jego snów  | 2011 | cygańscy imigranci |
| About Face                                  | 2009 | Ukryte piękno           | 2012 | handel toksycznymi odpadami, mafia                                                                                               |
| A Question of Belief                        | 2010 | Kwestia wiary           | 2013 | |
| Drawing conclusions                         | 2011 | Po nitce do kłębka      | 2014 | |
| Beastly Things                              | 2012 | Dzika zachłanność       | 2015 | |
| The Golden Egg                              | 2013 | Złote Jajo              | 2016 | |
| The Jewels of Paradise                      | 2013 |                         |      | Książka związana z Wenecją, ale nie należy do serii o komisarzu Brunettim. Główną bohaterką jest wenecjanka Caterina Pellegrini. |
| By Its Cover                                | 2014 | Gra pozorów             | 2017 | cenne książki |
| Falling in Love                             | 2015 | Zauroczenie             | 2019 | stalking |
| The Waters of Eternal Youth                 | 2016 | Woda wiecznej młodości  | 2018 | |
| Earthly Remains                             | 2017 | Doczesne szczątki       | 2020 | handel narkotykami, zaginięcie                                                                                                   |
| The Temptation of Forgiveness               | 2018 | Pokusa przebaczenia     | 2021 | |
| Unto Us a Son Is Given                      | 2019 | Adopcja                 | 2022 | adopcja |
| Trace Elements                              | 2020 | Pierwiastki śladowe     | 2023 | zanieczyszczenie wody |
| Transient Desires                           | 2021 | Ulotne pragnienia       | 2024 | |
| Give Unto Others                            | 2022 |                         |      | |

W Polsce początkowo powieści te ukazywały się w formacie 14,5 × 23,5 cm, a na okładkach wykorzystywano fragmenty rysunków Yves’a Brayera do poematu Alfreda de Musset Venice la Rouge. Począwszy od „Perfidnej gry” format został zmieniony na mniejszy (12 × 17 cm), a ilustracje okładkowe stanowią fotografie zakątków Wenecji. W tym formacie są też wydawane reedycje polskich tłumaczeń („Morze nieszczęść”, „Śmierć w La Fenice”, „Zgubne środki”).

## Główne postaci

### Rodzina Brunettich
- Guido Brunetti – komisarz, z wykształcenia prawnik, miłośnik literatury starożytnej
- Paola Brunetti – jego żona, wykładowca literatury na uniwersytecie, miłośniczka Henry’ego Jamesa
- Chiara Brunetti – córka (w momencie rozpoczęcia cyklu ma 12–13 lat)
- Raffaele Brunetti – syn (w momencie rozpoczęcia cyklu ma 15 lat)
- hrabia Orazio Falier – ojciec Paoli, zajmuje się finansami

### Pracownicy komendy policji
- Elettra Zorzi – sekretarka Patty, siostra Barbary, była pracownica banku, specjalistka od zdobywania informacji w nie zawsze legalny sposób, po raz pierwszy pojawia się w „Stroju na śmierć”
- Lorenzo Vianello – sierżant, a następnie inspektor, asystent Brunettiego
- Ettore Rizzardi – lekarz sądowy
- Bonsuan – pilot policyjnej motorówki
- Giuseppe Patta – zastępca komendanta, bezpośredni zwierzchnik Brunettiego
- Scarpa – początkowo funkcjonariusz, potem porucznik, asystent Patty, po raz pierwszy pojawia się w „Stroju na śmierć”
- Sara Marino – nowa komisarz, po raz pierwszy pojawia się w „Perfidnej grze”
- Pucetti – młody, inteligentny funkcjonariusz, współpracujący z Brunettim
- Alvise, Riverre – mało rozgarnięci funkcjonariusze
- Claudia Griffoni – inteligentna funkcjonariuszka współpracująca z Brunettim

### Pozostałe osoby
- Gabriele Cossato (Lele) – antykwariusz, przyjaciel Brunettiego
- Brett Lynch – historyk, partnerka Flavii Petrelli
- Flavia Petrelli – śpiewaczka operowa
- Barbara Zorzi – lekarz, siostra Elettry

## Nagrody
- (2000) Nagroda Srebrny Sztylet za powieść Znajomi na stanowiskach

## Filmy
Na podstawie powieści Donny Leon w 2000 r. niemiecka telewizja publiczna ARD zaczęła kręcić serial telewizyjny „Donna Leon”, emitowany na kanale Das Erste. Do połowy roku 2011 powstało łącznie siedemnaście 90-minutowych odcinków. Od 5 odcinka komisarza Brunettiego gra Uwe Kockisch.